# Programme Voskhod
Pour les articles homonymes, voir Voskhod (homonymie).
Le programme Voskhod (en russe : Восхо́д, « Aube ») est le deuxième programme spatial habité de l'Union soviétique. Conçu en 1963, il s'est déroulé de 1964 à 1966, soit entre le programme Vostok (1960-1963) et le programme Soyouz (à partir de 1966). Il s'inscrit dans le contexte de la guerre froide que se livrent Soviétiques et Américains, plus précisément celui de la course à l'espace qui en est l'un des principaux symboles.
Le Voskhod est une version améliorée du Vostok et le programme se limite à deux missions, mais toutes les deux sont spectaculaires :
- Voskhod 1, en octobre 1964, emporte un équipage de trois hommes, dont un ingénieur et un médecin ;
- Voskhod 2, en mars 1965, permet la toute première « marche dans l'espace » de l'histoire.

Mais on apprendra des années plus tard, lors de la glasnost, que ces deux exploits auront été réalisés au prix de risques considérables imposés aux cosmonautes : pas de tour de sauvetage ni de sièges éjectables en cas d'accident au décollage, ni de combinaisons spatiales pour les occupants de Voskhod 1. L'unique objectif de ces vols était d'assurer immédiatement un surcroît de prestige à l'URSS et en aucune manière ils ne visaient à atteindre un but sur le plus long terme, comme les Américains qui, dès 1961, avaient clairement annoncé leur intention de débarquer sur la Lune avant la fin de la décennie.
Au retour de Voskhod 2, le 19 mars 1965, onze Soviétiques ont été mis sur orbite, contre quatre Américains seulement. Mais au cours des 18 mois qui suivent, ce rapport s'inverse. Les capacités du Voskhod étant en effet limitées pour mener des missions aussi élaborées que les missions Gemini (notamment la technique du rendez-vous spatial) et pour des raisons tant financières qu'organisationnelles, le vol Voskhod 3 (qui prévoyait d'emporter deux hommes pendant 17 jours) est annulé au tout début de l'année 1966 et le programme abandonné peu après.
Les Soviétiques ne reprennent le chemin de l'espace qu'en octobre 1968 (l'occupant de Soyouz 1 ayant trouvé la mort entre-temps lors du retour sur Terre) et ce n'est qu'à partir de 1971, une fois que les Américains ont marché sur la Lune, qu'ils développent avec les stations orbitales Saliout un programme spatial véritablement cohérent, qui plus est sans se placer dans un rapport de rivalité avec les Américains.

## Contexte: la course à l'espace
Depuis le lancement du premier satellite artificiel Spoutnik 1 en 1957 qui marque le début de l'ère spatiale, les États-Unis et l'Union soviétique se livrent à une « course à l'espace ». Durant cette période de guerre froide, il s'agit pour chacune des deux superpuissances de prouver la supériorité de son système politique par le biais de ses succès dans le domaine spatial.
- Lors de deux discours mémorables, le premier le 25 mai 1961 à Washington, le second à Houston le 12 septembre 1962, John Kennedy, président des États-Unis, prend le pari que son pays déposera des hommes sur la Lune « avant la fin de la décennie » (pari qui sera gagné en 1969) mais le 20 septembre 1963 (soit deux mois avant sa mort), devant l'Assemblée générale des Nations unies, à New York, il invite les Soviétiques à collaborer dans l'exploration de la Lune.
- Nikita Khrouchtchev, qui dirige l'Union soviétique jusqu'au 15 octobre 1964, ne relève pas l'invitation : tenant à maintenir l'avance technique sur ses concurrents, il assigne une place centrale au programme spatial. Mais un programme de vols habités vers la Lune n'est engagé qu'en août 1964 et, à la fin de l'année, décision sera prise de confier à Korolev la mission de construire une fusée comparable à la Saturn V, en vue de déposer un cosmonaute sur la Lune avant les Américains : ce sera le lanceur N-1[1].

Dans l'immédiat, l'objectif des Soviétiques se limite à la recherche de « premières » spectaculaires, visant à promouvoir le système communiste par rapport au système capitaliste mais générant des prises de risque importantes, défaillances et échecs étant dissimulés au mieux. C'est dans cette optique que s'inscrit le programme Voskhod.
À première vue, les Soviétiques possèdent une large avance sur les Américains : le programme Vostok a multiplié les exploits : premier vol en avril 1961 (Gagarine sur Vostok 1), premier vol groupé en août 1962 (Nikolaïev et Popovitch sur Vostok 3 et 4), vol de cinq jours et première femme dans l'espace en juin 1963 (Bykovski sur Vostok 5 et Terechkova sur Vostok 6). En comparaison, les Américains n'ont satellisé que quatre hommes, qui plus est pour de brefs séjours, et cet écart ne cessera de se creuser jusqu'à la fin du vol Voskhod 2, le 19 mars 1965.
Mais ce déséquilibre n'est qu'apparent : en réalité, depuis l'annonce de la mise en route du programme Apollo en mai 1961, les Américains ont défini une stratégie qui – à terme – permettra l'envoi d'hommes sur la Lune à plusieurs reprises quand les Soviétiques ne dépasseront pas l'orbite terrestre. Dès décembre 1961, en effet, ils ont programmé une deuxième génération de vaisseaux, capables de réaliser des rendez-vous spatiaux. Il s'agit des vaisseaux Gemini, dont le premier modèle (inhabité) évolue dès avril 1964, soit six mois avant le décollage du premier Voskhod. Les Soviétiques ne se soucient pas alors de maîtriser les techniques de rendez-vous et d'amarrage, indispensables pour envoyer des hommes sur la Lune. En cela, leurs concurrents sont certes plus lents aux yeux du grand public mais bien plus organisés.
Quand en 1963 Korolev conçoit le vaisseau Soyouz, capable d'effectuer des rendez-vous et des amarrages, il a pris du retard et ce retard ne fera que s'accroître après sa mort (en janvier 1966) : s'étant focalisés sur les actions spectaculaires mais techniquement peu ambitieuses, caractéristiques du programme Voskhod, les Soviétiques ne réussiront leur premier amarrage qu'en janvier 1969 quand les Américains, eux, seront à six mois d'effectuer leur premier alunissage.
|                             | Première génération | Première génération                      | Deuxième génération      | Deuxième génération          | Troisième génération       | Troisième génération                               |
| Vaisseau                    | Vostok              | Mercury                                  | Voskhod                  | Gemini                       | Soyouz                     | Apollo                                             |
| --------------------------- | ------------------- | ---------------------------------------- | ------------------------ | ---------------------------- | -------------------------- | -------------------------------------------------- |
| Premier vol avec équipage   | 12 avril 1961       | 5 mai 1961 (surborbital) 20 février 1962 | 12 octobre 1964          | 23 mars 1965                 | 21 avril 1967              | 11 octobre 1968                                    |
| Masse                       | 4,73 tonnes         | 1,5 t.                                   | ~ 6 t.                   | 3,85 t.                      | 6,6 t.                     | 30 t.                                              |
| Equipage                    | 1                   | 1                                        | 2 à 3                    | 2                            | 2 à 3                      | 3                                                  |
| Destination                 | Orbite basse        | Orbite basse                             | Orbite basse             | Orbite basse                 | Orbite basse               | Orbite basse, Orbite lunaire                       |
| Capacité manœuvre (delta-V) | ~0 m/s              | ~0 m/s                                   | ~0 m/s                   | 98 m/s                       | 390 m/s                    | 2800 m/s                                           |
| Durée max mission           | 4 jours             | 1 jour                                   | 18 jours                 | 14 jours                     |                            | 14 jours                                           |
| Énergie                     | 24 kWh (batteries)  |                                          | 24 kWh (batteries)       | 151 kWh (pile à combustible) | 0,6 kW (panneaux solaires) | 120 kWh (batteries), 4,2 kW (piles à combustibles) |
| Volume habitable            | 1,6 m3              | 1,7 m3                                   | 1,6 m3                   | 2,54 m3                      | 9 m3                       | 6,17 m3                                            |
| Rentrée atmosphérique       | balistique          | balistique                               | balistique               | non balistique               | non balistique             | non balistique                                     |
| Retour sur Terre            | Ejection équipage   | Amerrissage                              | Rétrofusée, atterrissage | Amerrissage                  | Rétrofusée, atterrissage   | Amerrissage                                        |

## Préparation  du programme
En 1962, alors que le programme Vostok se poursuit, Serguei Korolev entreprend la conception d'un vaisseau aux performances supérieures, capable notamment de changer d'orbite et de s'amarrer à d'autres engins, comme le prévoient les Américains. Ce sera le Soyouz. Mais Korolev a averti les dirigeants soviétiques que le nouvel engin ne serait pas prêt avant 1965.

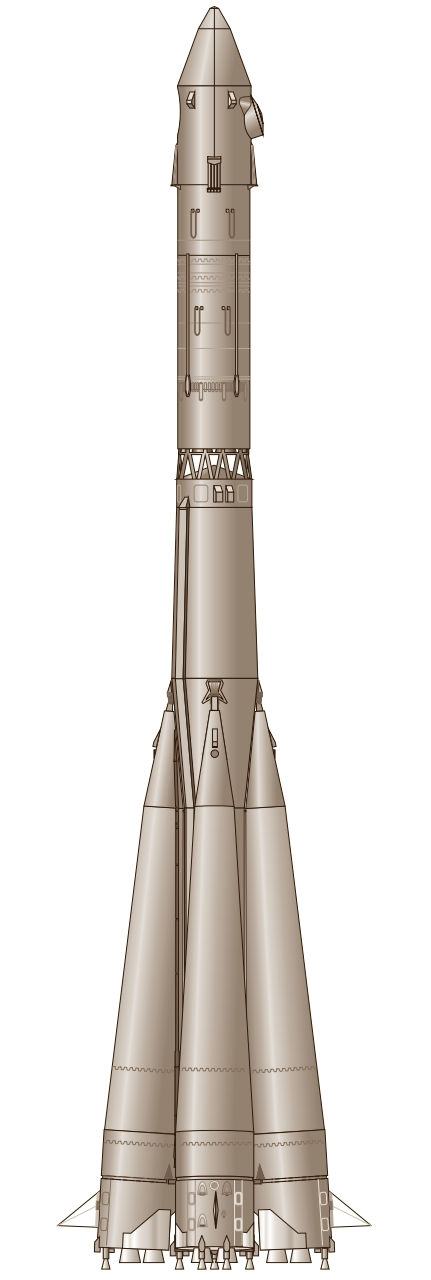
Le lanceur Voskhod

Le 4 février 1964, alors que les Américains s'apprêtent à envoyer la toute première cabine Gemini dans l'espace, inhabitée, ces dirigeants ordonnent à Korolev de concevoir un vaisseau capable d'emmener trois hommes dans l'espace dans le courant de l'année, de façon à devancer leurs rivaux, du moins à donner l'impression au monde entier qu'ils continuent de le faire.
En raison de la brièveté de l'échéance, Korolev projette d'adapter le vaisseau Vostok.

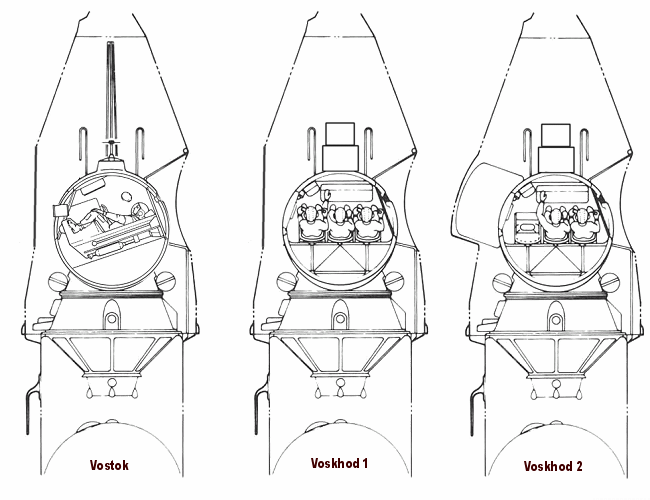
Comparaison du
vaisseau Vostok à gauche,
avec les vaisseaux Voskhod 1, au centre
et Voskhod 2, à droite.

Le programme est officiellement décidé le 13 mars, de même que l'idée d'envoyer le vaisseau triplace en août puis un second, d'où un cosmonaute effectuerait une sortie extravéhiculaire, comme le prévoient les Américains avec leur programme Gemini.
Le 13 avril, les autorités signent un décret autorisant le démarrage des travaux de construction de trois Voskhod.
Cinq cosmonautes commencent à se préparer : Komarov, Belyaïev, Leonov, Khrounov ainsi que Beregovoï, recruté tout récemment, rejoints par la suite par d'autres (Volynov, Demine, Chonine, Gorbatko, Kolodine et Zaïkine). Et au mois de mai, quatre civils de formation scientifique sont sélectionnés, dont il est prévu que deux d'entre eux accompagneront le pilote du premier vaisseau : Feoktistov, Katys, Yegorov et Sorokine.
Mais pour pouvoir emporter trois hommes dans un vaisseau conçu pour un seul, Korolev a pris des risques très importants : il n'y a plus de siège éjectable, comme sur le Vostok et il n'y aura pas davantage de tour de sauvetage, comme en seront équipés plus tard les Soyouz. De plus, les membres de l'équipage ne porteront pas de scaphandres.
Le 7 octobre, un test sans équipage est effectué sous l'appellation Cosmos 47 et permet de valider le fonctionnement du vaisseau en particulier le système d'atterrissage en douceur. Et cinq jours plus tard décolle Voskhod 1.
Au total, Korolev aura prévu trois versions du vaisseau :
- la première est celle qui aura emporté l'équipage de trois personnes (3-KV) ; 
- la deuxième comportera un sas pour effectuer une sortie extravéhiculaire dans l'espace (3-KD); 
- la troisième devra permettre à deux hommes de rester une dizaine jours dans l'espace.

## Caractéristiques du vaisseau

Schéma des vaisseaux Voskhod 1 et 2.

Le vaisseau spatial Voskhod est une simple évolution du vaisseau Vostok mais deux versions ont été développées :
- la version triplace (3KV) utilisée pour Voskhod 1
- la version 3KD utilisée pour Voskhod 2, équipée d'un sas permettant une marche dans l'espace.
Dans les deux cas, le siège éjectable du Vostok a été éliminé et les couchettes ont été tournées de 90°, afin de permettre l'installation des équipages. Les panneaux de commande et d'affichage n'ayant pas changé de position, le pilote doit se tourner pour les consulter. La disparition du siège éjectable signifie également que, contrairement aux vols Vostok, les cosmonautes ne peuvent plus quitter la cabine avant leur arrivée au sol. Celle-ci est freinée immédiatement avant le contact par des fusées à propergol solide fixées sur les suspentes du parachute de sorte à limiter la vitesse du vaisseau à l'impact. Par ailleurs une rétrofusée de secours est montée sur le module de descente pour pallier une défaillance de la rétrofusée à ergols liquides utilisée jusque-là par le vaisseau Vostok. La masse du nouveau vaisseau est d'environ 5 682 kg soit près d'une tonne supérieure à celle du vaisseau Vostok (4 730 kg).
- Pour faire tenir dans la capsule 3KV, les trois hommes ne portent pas de combinaisons spatiales. Le vaisseau emporte suffisamment de consommables pour leur permettre de tenir dix jours dans l'espace[réf. nécessaire] : ce délai est suffisant pour que le vaisseau effectue une rentrée atmosphérique sans avoir été freiné par une rétrofusée par la seule action de la trainée atmosphérique résiduelle.

- Pour la mission Voskhod 2 (3KD), les deux cosmonautes portent des combinaisons[3]. La grande originalité du vaisseau, c'est l'adjonction d'un sas dépliable d'une masse de 250 kg, fixé à l'extérieur d'une nouvelle écoutille, à l'opposé de l'ouverture existante. Ce sas est nécessaire car les équipements de Voskhod ne pouvaient pas être exposés au vide et au froid de l'espace ambiant, comme cela sera le cas avec les cabines Gemini.

Pour pouvoir lancer ces vaisseaux, les lanceurs sont dotés d'un deuxième étage plus puissant que ceux utilisés pour lancer les Vostok.

## Les missions
On ne compte que deux missions habitées.

### Voskhod1

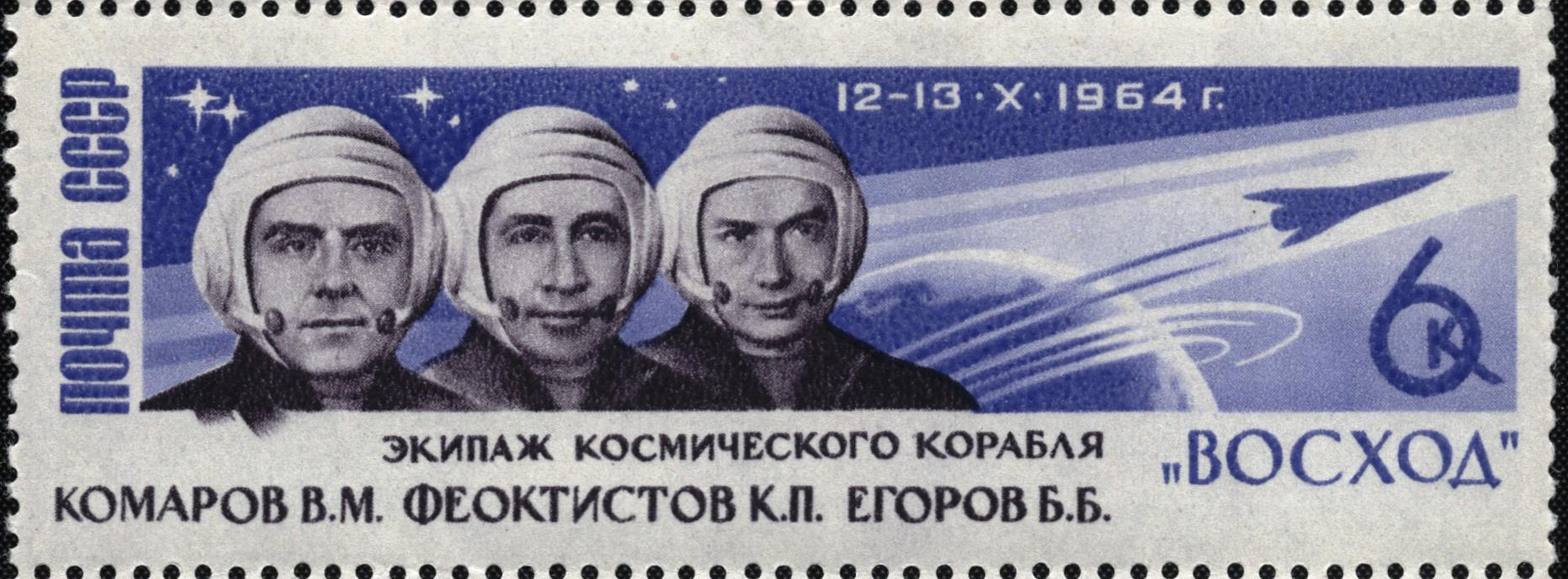
Komarov, Feoktistov et Iegorov sur un timbre commémorant le vol Voskhod 1.

Le 12 octobre 1964, soit cinq jours après un essai à vide (Cosmos 47), Voskhod 1 est lancé l avec un équipage de trois hommes, ce qui constitue un record. Aucun d'eux ne porte un scaphandre.
Komarov, commandant de la mission, est accompagné par deux civils, ce qui représente une autre première. Il s'agit, qui plus est, de deux scientifiques : Iegorov, médecin, et Feoktistov, ingénieur. Tous deux n'ont été sélectionnés que quatre mois avant le vol, ce qui constitue un cas unique dans toute l'histoire de l'astronautique.
La mission ne dure qu'une journée.

### Voskhod2

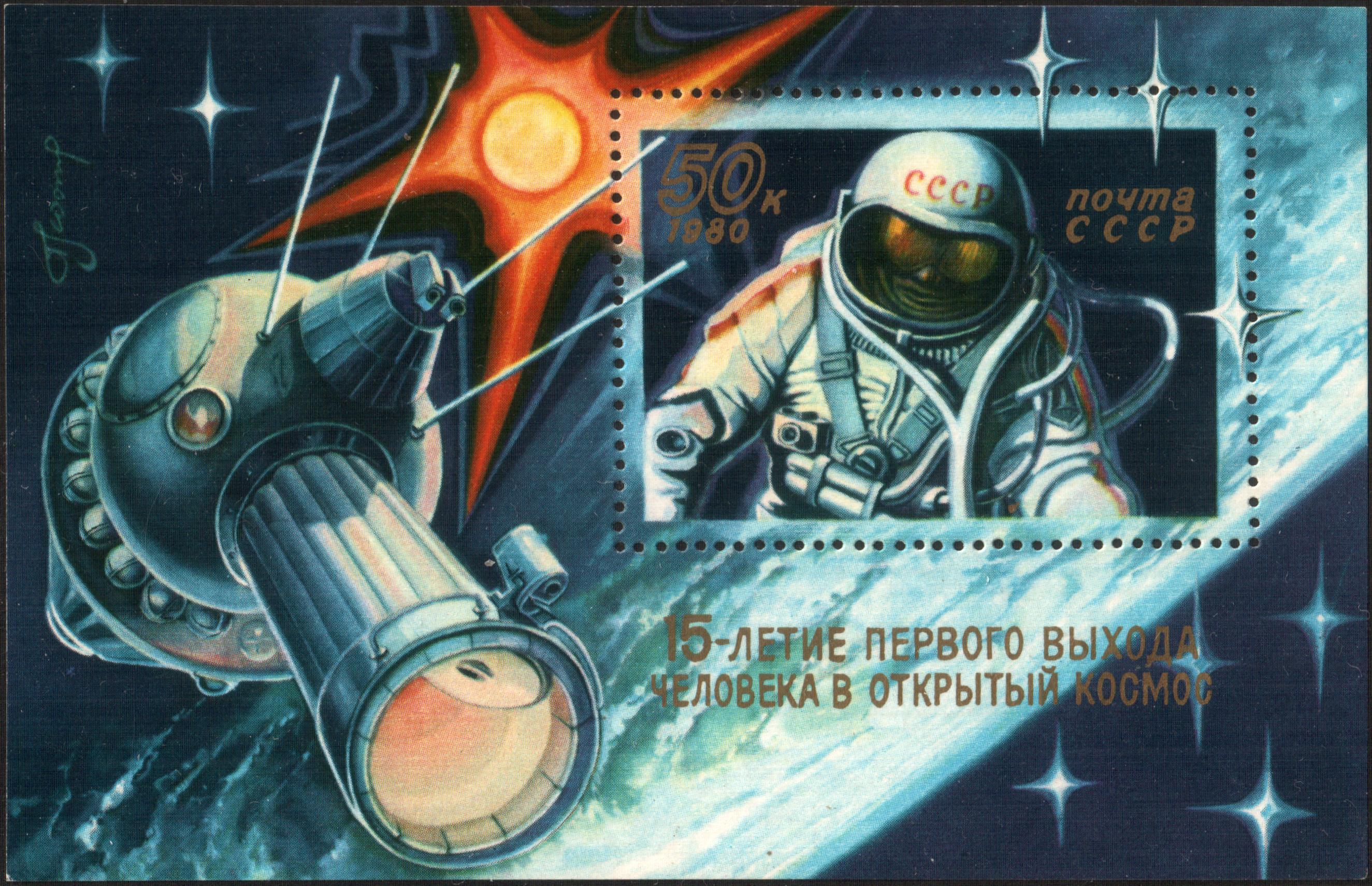
Timbre commémorant le vol Voskhod 2.

Précédé par un essai à vide (Cosmos 57) Voskhod 2 est lancé le 18 mars 1965 avec cette fois deux pilotes : Beliaïev, commandant de bord, et Leonov.
A la différence de l'équipage précédent, celui-ci est équipé de scaphandres. Et pour cause : Leonov effectue la toute première « marche dans l'espace ». Elle ne dure que 10 minutes mais est télévisée et les images feront sensation dans le monde entier.
Le vol (qui ne dure lui aussi qu'une journée) est émaillé de deux incidents graves, qui ne seront révélés que des années plus tard. Tout d'abord, c'est avec une extrême difficulté que Leonov a réintégré le sas du vaisseau, frôlant ainsi la mort. Ensuite, le retour sur Terre s'est déroulé dans de très mauvaises conditions, la cabine atterrissant à près de 400km du point prévu, au milieu d'une zone de forêt extrêmement enneigée et si dense qu'elle interdit la récupération de l'équipage, celui-ci étant contraint de passer une nuit entière dans une cabine exiguë, où la température est très faible.

## Fin du programme
Programmée pour le début de l'année 1966, la mission Voskhod 3 devait permettre à un équipage de deux cosmonautes, Volynov et Chonine, de passer 17 jours dans l'espace et ainsi de battre le record de durée de séjour dans l'espace que les Américains viennent d'établir en décembre 1965 (Gemini 7).
Mais différentes circonstances décident les responsables du programme non seulement à annuler la mission mais à mettre un terme au programme lui-même, en premier lieu à cause du décès accidentel du plus important d'entre eux : Serguei Korolev, le 14 janvier 1966 lors d'une opération chirurgicale.
Au moment de sa mort, alors que les Américains reprenaient peu à peu le leadership de la course à l'espace, Korolev menait de front différents projets : le développement du vaisseau Soyouz et un important programme d'exploration de la Lune, lui-même subdivisé en deux parties : les sondes automatiques "Luna" et les vols habités.
Son successeur, Vassili Michine, va progressivement mettre fin aux vols Voskhod. Sous le nom Cosmos 110, un Voskhod s'élance dans le ciel le 22 février 1966 avec à son bord deux chiens. Ceux-ci restent 22 jours en orbite avant d'atterrir sains et saufs, ayant en quelque sorte réalisé la mission de Volynov et Chonine.
En avril, une défaillance du lanceur Voskhod entraîne le report de la mission avec équipage en attendant que l'origine de l'anomalie soit identifiée[précision nécessaire]. Le 10 mai, les membres de la commission chargée de statuer sur le lancement donne son autorisation pour un tir programmé le 25 mai mais le représentant des autorités décide de repousser le vol sine die, arguant que les objectifs fixés ne se démarquent pas suffisamment des records établis par les Américains.
Sans jamais l'être officiellement, le programme est peu à peu abandonné et la mission habitée suivante sera réalisée avec le vaisseau Soyouz en avril 1967.
| Date       | Désignation | Version du vaisseau | Objectifs                                                       | Résultats   |
| ---------- | ----------- | ------------------- | --------------------------------------------------------------- | ----------- |
| 7/10/1964  | Cosmos 47   | 3KV                 | Qualification version 3KV sans équipage                         | Succès      |
| 12/10/1964 | Voskhod 1   | 3KV                 | Première mission spatiale avec un équipage de trois cosmonautes | Succès      |
| 22/2/1965  | Cosmos 57   | 3KD                 | Qualification version 3KD sans équipage                         | Demi-succès |
| 18/3/1965  | Voskhod 2   | 3KD                 | Première marche dans l'espace avec Léonov et Beliaïev           | Succès      |
| 22/2/1966  | Cosmos 110  | 3KV                 | Qualification version 3KV pour séjour long avec deux chiens     | Succès      |

Outre le vol Voskhod 3, au moins deux autres vols avaient été envisagés :
- Voskhod 4 - Mission de 20 jours avec un seul cosmonaute [6]
- Voskhod 5 - Mission de 10 jours de deux cosmonautes femmes et première sortie extravéhiculaire féminine [7] (les noms de Solovieva et Ponomareva sont parfois avancés).

Mais les vaisseaux Soyouz puis les stations spatiales sont rapidement apparus à la fois plus fiables et plus confortables pour mener des missions aussi ambitieuses, que les étroits et dangereux Voskhod. D'autant plus que, quand les Américains ont débarqué sur la Lune mais que les contribuables ont manifesté leur désintérêt pour cet astre mort, les dirigeants soviétiques (qui avaient longtemps projeté en secret de les doubler sur ce terrain) ont eu beau jeu de privilégier le critère de l'utilitaire sur celui du prestige.

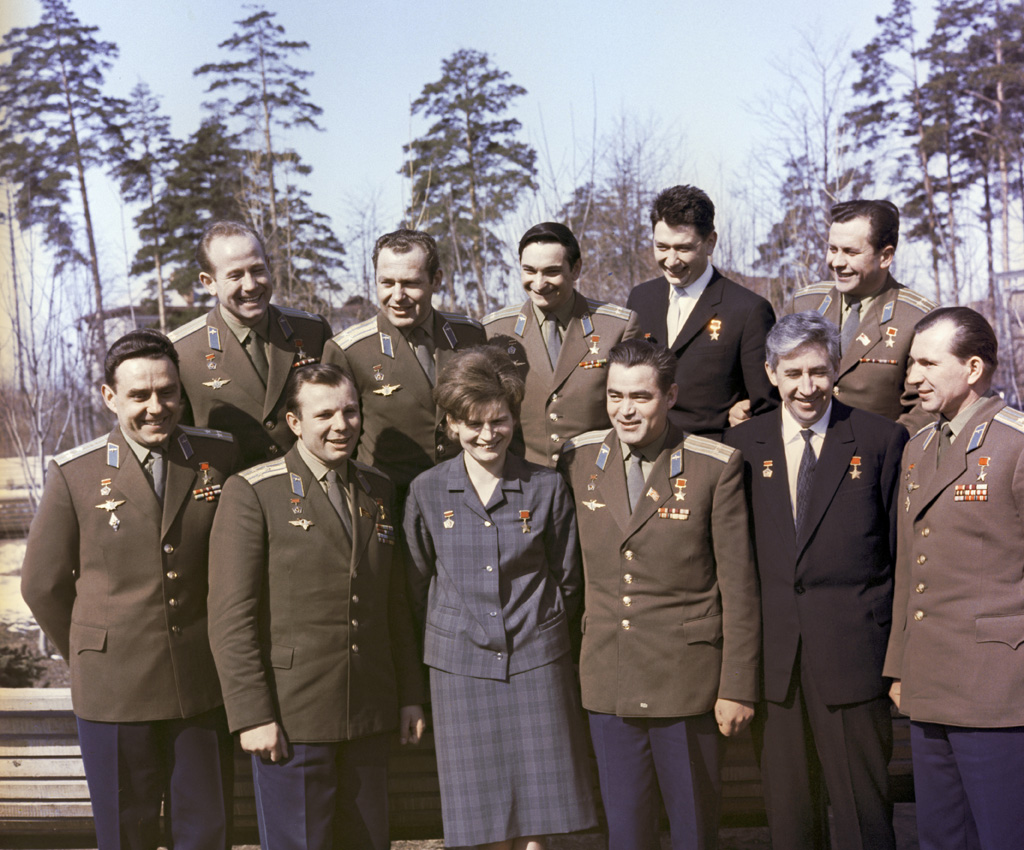
Les six cosmonautes du programme Vostok posant avec leurs cinq collègues du programme Voskhod.
Premier rang de gauche à droite : Komarov, Gagarine, Terechkova, Nikolaïev, Feoktistov et Beliaïev.
Second rang de gauche à droite : Leonov, Titov, Bykowski, Yegorov et Popovitch.